# 関西サイクルスポーツセンター
関西サイクルスポーツセンター（かんさいサイクルスポーツセンター）は、大阪府河内長野市天野町に存在する金剛生駒紀泉国定公園（奥河内）内のテーマパーク（観光地でもあり遊園地の一種でもある）である。
名前の通り、自転車がテーマとなっている。キャッチコピーは「レッツ!!コギコギ!!エクササイズ!!」、略称はKCSC (Kansai Cycle Sports Center)。

## アトラクション
園内のアトラクションは、自転車をテーマにしたものが中心となっている。特にスポーツの要素が高い「スポーツアトラクション」や「変わり種自転車」など自転車に親しむもの、自転車要素を取り入れた独特の「サイクルアトラクション」などがある。また、自転車に乗れない児童向けにも「アトラクションフォーキッズ」を含めて各種で配慮がされている。

### スポーツアトラクション
サイクリングコース
金剛生駒紀泉国定公園内全長約3kmにわたるスポーツコース。園内のメインアトラクション。
サイクルリュージュ
ハンドル付きのソリで急勾配を駆け抜けるニュージーランド生まれのアトラクション。2人乗り可能。
ウォーキングコース
金剛生駒紀泉国定公園の深緑の中を散策する木製のウォーキングコース。
フィットパーク
すべり台やプチロッククライミングなどの児童用の船型遊具と、大人が利用できる健康遊具の二つからエリア。
プール"フォレ・リゾ!"
夏季限定の屋外プール。噴水遊具や児童用ウォータースライダーなど、4種類のエリアから成っている。
プレイランド（夏季以外営業）
全面人工芝のプールサイドをフリーエリアとして利用でき、プールサイドパルコという休憩所が新設されている。

### サイクルアトラクション
変わり種自転車
1万平方メートルの敷地に、800台もの変わり種自転車を乗り回せるエリアで、園内を代表とするアトラクション。また、オモシロ自転車の車体アイデアを一般募集している。
サイクルパラシュート
ペダルをこぐことで上昇するアトラクションで、上空30mまで上昇したのちに一気に降下する。
サイクルコースター
自転車版ジェットコースターで、動力はペダルになっている。愛称は"モッズ"。
ロッキングサイクル
ペダルをこいでタテ揺れヨコ揺れしながらタワーを登っていくアトラクション。
スカイサイクルウォーカー
空中走行オフロード型自転車として紹介されている。高架上のレールをたどって進むアトラクション。
メイロdeフィットネス
自転車のハンドルとタイヤ型の立体迷路。各ポイントには自転車に関連したアトラクションがある。
水陸両用サイクル
陸路と水上を水陸両用自転車でサイクリングするコース。園内で一番新しいアトラクション。

### アトラクションフォーキッズ
ポッポサイクル
児童向けの汽車を基調としたコースを巡回するアトラクション。
くるコプター
ヘリコプターと称する観覧車型遊具に乗りこんで、上空で回転する児童向けのアトラクション。
サイクルゴーランド
自転車版のメリーゴーランド。ペダルをこいで各自で進む形のアトラクション。
ハローサイクルキッズランド
三輪車アドベンチャーと自転車積木、ボールプールなどからなるエリア。入口付近には自転車発電の体験ができる。

### レギュラーイベント
- 宝石さがし
- 3D立体シアター恐竜時代
- 世界の蝶と昆虫たち

## 施設

### 遊園用施設
| - ターミナルハウス - 自転車初心者練習広場 - キャンプ場 - サイクルリュージュ - サイクリングコース - サイクルツリー - サイクルゴーランド - かたらい広場（冬季以外開場） - サイクルコースター | - 屋外プール（夏季営業） - スカイサイクルウォーカー - プレイランド - 休憩デッキ - ポッポサイクル - くるコプター（新施設） - 変わり種サイクル広場 - サイクルパラシュート - ロッキングサイクル |

### 競技用施設
サイクルスタジアム
トラック自転車競技用の400メートル走路である。一般開放は行っていない。競輪選手の中にはここを練習拠点としている選手もおり、主な選手に古性優作、稲川翔、南修二らがいる。

### キャンプ場
- コテージ（定員8名）9棟
- バンガロー（定員6名）12棟
- ジャンボハウス（定員70名）1棟
- BBQ会場・ 共同炊事場
  - 宿泊の他、日帰りキャンプも利用可。

## 料金
アトラクションごとに料金が必要になる。よって、1日フリーパス券が発売されている。
入場料
- 大人（中学生以上） - 800円
- 子供（3歳〜小学生） - 500円
- シルバー（60歳以上） - 400円

フリーパス（入場+のりもの乗り放題）
- 大人（中学生以上） - 2,800円
- 子供（3歳〜小学生）
  - 身長110cm以上 - 2,500円
  - 身長110cm未満 - 1,700円

- シルバー（60歳以上） - 2,000円

プール使用料金　(夏季のみ）
- 大人（中学生以上） - 800円
- 子供（小学校） - 500円
- 幼児（3歳以上） - 300円

## 自転車教室
予約制・有料で子供向けの自転車教室が開かれている。大人向けの自転車教室は別途。

## アニメCM
演出に徳土大介、キャラクターデザイン・作画監督に西垣庄子、楽曲にオレスカバンドを起用したアニメCMが、2010年から関西ローカルで放送されている。
CMは公式サイトのトップページで視聴できる。

## 交通アクセス
- 河内長野駅から南海バス天野山線「サイクルセンター行き（404系統）」、または日野・滝畑コミュニティバス「滝畑ダム行き（400・419・419Ｖの各系統）」に乗車し、「サイクルセンター」バス停下車すぐ。
  - 関西国際空港から河内長野駅行きのリムジンバスSoraeが運行されている。